# Жабрён
Жабрён (фр. и окс. Jabrun) — коммуна во Франции, находится в регионе Овернь. Департамент — Канталь. Входит в состав кантона Шод-Эг. Округ коммуны — Сен-Флур.
Код INSEE коммуны — 15078.
Коммуна расположена приблизительно в 460 км к югу от Парижа, в 110 км южнее Клермон-Феррана, в 45 км к востоку от Орийака.

## Население
Население коммуны на 2008 год составляло 154 человека.
| 1962 | 1968 | 1975 | 1982 | 1990 | 1999 | 2008 |
| ---- | ---- | ---- | ---- | ---- | ---- | ---- |
| 253  | 276  | 214  | 183  | 172  | 178  | 154  |

## Экономика

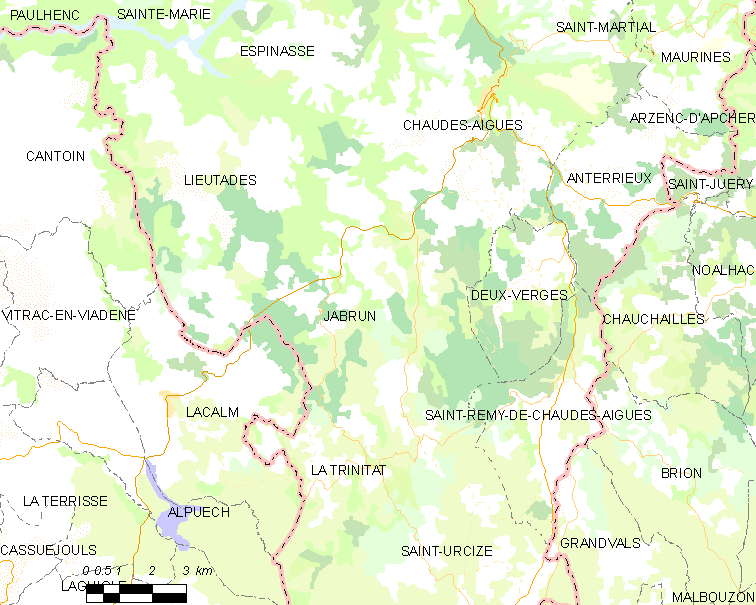
Карта коммуны

В 2007 году среди 100 человек в трудоспособном возрасте (15—64 лет) 79 были экономически активными, 21 — неактивными (показатель активности — 79,0 %, в 1999 году было 65,5 %). Из 79 активных работали 78 человек (44 мужчины и 34 женщины), безработной была 1 женщина. Среди 21 неактивных 5 человек были учениками или студентами, 8 — пенсионерами, 8 были неактивными по другим причинам.